# Lupinus lindleyanus
Lupinus lindleyanus là một loài thực vật có hoa trong họ Đậu. Loài này được J.Agardh miêu tả khoa học đầu tiên.